# Federico Apolloni
Federico Apolloni (Roma, 14 marzo 1987) è un discobolo italiano, che vanta tre presenze con la Nazionale seniores tutte collezionate nella Coppa Europa invernale di lanci (2013, 2015, 2016).

## Biografia
È allenato dall'ex discobolo azzurro Diego Fortuna (sesto miglior italiano di sempre) e dall'ex azzurro Filippo Monforti (specialista anche del peso), che lo segue sin dall'inizio della carriera.
Nel 2000 inizia la pratica dell'atletica con la sezione giovanile dei Gruppi Sportivi Fiamme Gialle denominata Fiamme Gialle “Gaetano Simoni”.
Nel biennio 2006-2007 gareggia per il Centro Sportivo dell'Esercito.
Nel 2007 passa all'Atletica Firenze Marathon e dal 2011 è tesserato anche con il Centro Sportivo dell'Aeronautica.
2003, partecipa in Francia al Festival olimpico della gioventù europea di Parigi terminando al nono posto.
Nel 2004 vince la medaglia d'argento ai campionati italiani allievi, dopo essere stato quarto ai nazionali invernali di lanci.
Il 2005 lo vede prendere parte agli Europei juniores in Lituania a Kaunas dove però non riesce a qualificarsi per la finale (18º posto).
Ai campionati italiani conclude secondo sia agli invernali di lanci (categoria giovanili, cioè allievi e juniores) che ai nazionali under 20.
Nel 2006 in Cina ai Mondiali juniores di Pechino non riesce a raggiungere la finale (18ª posizione).
Ai campionati italiani vince tre medaglie ognuna di un metallo diverso: oro nel disco ai nazionali promesse (bronzo nel peso), argento nel disco agli italiani invernali di lanci, 12º posto agli assoluti di Torino.
Nel 2007 vince una sola medaglia di bronzo in occasione dei campionati italiani invernali di lanci (sesto assoluto); quinta posizione nel getto del peso ai nazionali promesse indoor. Altri piazzamenti: quinto e quarto ai campionati italiani under 23 rispettivamente nel peso e nel disco. Infine nono posto agli assoluti di Padova.
Nei campionati italiani del 2008 vince quattro medaglie in cinque finali disputate: argento sia agli invernali di lanci nel disco che ai nazionali promesse nel peso. Titolo vinto ai campionati nazionali universitari e vicecampionessa italiana under 23, entrambi nel lancio del disco. Ottavo posto agli assoluti di Cagliari.
Nel 2009 partecipa agli Europei under 23 di Kaunas (Lituania) uscendo in fase di qualificazione.
In Italia ai campionati nazionali vince cinque medaglie con quattro titoli: oro nel getto del peso promesse indoor, agli invernali di lanci si aggiudica sia l'oro assoluto che quello promesse, oro nel disco under 23 (argento nel peso) e settima posizione agli assoluti di Milano.
Quinto posto nel 2010 sia agli italiani invernali di lanci che agli assoluti di Grosseto.
Nel 2011 gareggia alle Universiadi di Shenzhen in Cina, non riuscendo ad ottenere l'accesso alla finale.
In Italia disputa i campionati nazionali invernali di lanci vincendo l'oro nel disco e poi termina quarto agli assoluti di Torino.
2012, due titoli vinti in quattro finali dei campionati italiani: doppio oro ai nazionali universitari con vittoria nel peso e nel disco; quarto posto sia agli invernali di lanci sia agli assoluti di Bressanone.
Nel 2013 esordisce con la maglia della Nazionale seniores nella Coppa Europa invernale di lanci svoltasi in Spagna a Castellón, concludendo al 17º posto.
Partecipa anche alle Universiadi di Kazan' in Russia, finendo nono.
In Italia invece ottiene due titoli nazionali universitari (peso e disco), un bronzo ai campionati italiani invernali di lanci ed infine un quarto posto agli assoluti di Milano.
Argento e bronzo ai campionati italiani del 2014, rispettivamente invernali di lanci ed assoluti di Rovereto.
Nel 2015 finisce undicesimo nella Coppa Europa invernale di lanci a Leiria in Portogallo e quinto alle Universiadi di Gwangju in Corea del Sud.
Ai campionati italiani vince l'oro agli invernali di lanci, l'argento agli universitari ed il bronzo agli assoluti di Torino.
2016, prima si laurea vicecampione agli italiani invernali di lanci e poi finisce all'ottavo posto in Romania nella Coppa Europa invernale di lanci ad Arad.

## Progressione

### Getto del peso
| Stagione | Misura  | Luogo            | Data      | Rank. Mond. |
| -------- | ------- | ---------------- | --------- | ----------- |
| 2016     | 14,73 m | Sesto Fiorentino | 22-5-2016 | -           |
| 2015     | 15,81 m | Campi Bisenzio   | 10-5-2015 | -           |
| 2014     | 15,97 m | Milano           | 28-9-2014 | -           |
| 2013     | 15,32 m | Cassino          | 26-5-2013 | -           |
| 2012     | 16,37 m | Modena           | 23-9-2012 | -           |
| 2011     | 15,73 m | Sulmona          | 25-9-2011 | -           |
| 2010     | 15,45 m | Borgo Valsugana  | 26-9-2010 | -           |
| 2009     | 15,56 m | Rieti            | 14-6-2009 | -           |
| 2008     | 15,38 m | Firenze          | 6-7-2008  | -           |
| 2007     | 15,42 m | Rieti            | 24-6-2007 | -           |
| 2006     | 16,30 m | Rieti            | 23-7-2006 | -           |

### Getto del peso indoor
| Stagione | Misura  | Luogo  | Data       | Rank. Mond. |
| -------- | ------- | ------ | ---------- | ----------- |
| 2015     | 14,97 m | Schio  | 8-1-2015   | -           |
| 2014     | 15,25 m | Schio  | 18-12-2014 | -           |
| 2009     | 15,60 m | Ancona | 14-2-2009  | -           |
| 2008     | 15,27 m | Ancona | 9-2-2008   | -           |
| 2007     | 15,05 m | Genova | 24-2-2007  | -           |

### Lancio del disco
| Stagione | Misura  | Luogo     | Data      | Rank. Mond. |
| -------- | ------- | --------- | --------- | ----------- |
| 2016     | 60,96 m | Tarquinia | 15-6-2016 | -           |
| 2015     | 61,78 m | Savona    | 30-5-2015 | -           |
| 2014     | 60,64 m | Tarquinia | 11-6-2014 | -           |
| 2013     | 58,65 m | Milano    | 28-7-2013 | -           |
| 2012     | 59,26 m | Savona    | 23-5-2012 | -           |
| 2011     | 59,75 m | Tarquinia | 9-6-2011  | -           |
| 2010     | 58,93 m | Savona    | 25-5-2010 | -           |
| 2009     | 57,84 m | Tarquinia | 25-6-2009 | -           |
| 2008     | 55,08 m | Viterbo   | 29-7-2008 | -           |
| 2007     | 54,31 m | Ostia     | 26-9-2007 | -           |
| 2006     | 49,66 m | Roma      | 11-2-2006 | -           |
| 2005     | 45,32 m | Kaunas    | 22-7-2005 | -           |

## Palmares
| Anno | Manifestazione                           | Sede     | Evento           | Risultato | Misura  | Note  |
| ---- | ---------------------------------------- | -------- | ---------------- | --------- | ------- | ----- |
| 2003 | Festival olimpico della gioventù europea | Parigi   | Lancio del disco | 9º        | 51,89 m | [ 2 ] |
| 2005 | Europei juniores                         | Kaunas   | Lancio del disco | 18º       | 45,32 m | [ 3 ] |
| 2006 | Mondiali juniores                        | Pechino  | Lancio del disco | 18º       | 53,97 m | [ 4 ] |
| 2009 | Europei under 23                         | Kaunas   | Lancio del disco | 17º       | 52,93 m | [ 5 ] |
| 2011 | Universiadi                              | Shenzhen | Lancio del disco | 14º       | 55,45 m | [ 6 ] |
| 2013 | Universiadi                              | Kazan'   | Lancio del disco | 9º        | 57,07 m | [ 7 ] |
| 2015 | Universiadi                              | Gwangju  | Lancio del disco | 5º        | 59,70 m | [ 8 ] |

## Campionati nazionali
- 3 volte campione assoluto agli invernali di lanci nel lancio del disco (2009, 2011, 2015)
- 2 volte campione universitario nel getto del peso (2012, 2013)
- 3 volte campione universitario nel lancio del disco (2008, 2012, 2013)
- 1 volta campione promesse nel lancio del disco (2009)
- 1 volta campione promesse invernale di lanci nel lancio del disco (2009)
- 1 volta campione promesse indoor nel getto del peso (2009)
- 1 volta campione juniores nel lancio del disco (2006)

2004
- 4º ai Campionati italiani invernali di lanci, (Ascoli Piceno), Lancio del disco - 48,73 m (giovanili)[9]
- Argento ai Campionati italiani allievi e allieve, (Cesenatico), Lancio del disco - 54,78 m

2005
- Argento ai Campionati italiani invernali di lanci, (Vigna di Valle), Lancio del disco - 51,39 m (giovanili)[10]
- Argento ai Campionati italiani juniores e promesse, (Grosseto), Lancio del disco - 52,05 m[10]

2006
- Argento ai Campionati italiani invernali di lanci, (Ascoli Piceno), Lancio del disco - 51,20 m (juniores)[10]
- 12º ai Campionati italiani assoluti, (Torino), Lancio del disco - 46,45 m[11]
- Bronzo ai Campionati italiani juniores e promesse, (Rieti), Getto del peso - 16,22 m[12]
- Oro ai Campionati italiani juniores e promesse, (Rieti), Lancio del disco - 57,33 m[13]

2007
- 5º ai Campionati italiani allievi-juniores-promesse indoor, (Genova), Getto del peso - 15,05 m[14]
- 6º ai Campionati italiani invernali di lanci, (Bari), Lancio del disco - 51,62 m (assoluti)
- Bronzo ai Campionati italiani invernali di lanci, (Bari), Lancio del disco - 51,62 m (promesse)[10]
- 5º ai Campionati italiani juniores e promesse, (Bressanone), Getto del peso - 15,18 m[15]
- 4º ai Campionati italiani juniores e promesse, (Bressanone), Lancio del disco - 52,65 m[16]
- 9º ai Campionati italiani assoluti, (Padova), Lancio del disco - 51,19 m[17]

2008
- 7º ai Campionati italiani invernali di lanci, (San Benedetto del Tronto), Lancio del disco - 53,00 m (assoluti)[18]
- Argento ai Campionati italiani invernali di lanci, (San Benedetto del Tronto), Lancio del disco - 53,00 m (promesse)[10]
- Argento ai Campionati italiani allievi-juniores-promesse indoor, (Ancona), Getto del peso - 15,27 m[19]
- Oro ai Campionati nazionali universitari, (Pisa), Lancio del disco - 53,96 m[10]
- Argento ai Campionati italiani juniores e promesse, (Torino), Lancio del disco - 52,59 m[20]
- 8º ai Campionati italiani assoluti, (Cagliari), Lancio del disco - 53,74 m[21]

2009
- Oro ai Campionati italiani allievi-juniores-promesse indoor, (Ancona), Getto del peso - 15,60 m[22]
- Oro ai Campionati italiani invernali di lanci, (Bari), Lancio del disco - 55,41 m (assoluti)[23]
- Oro ai Campionati italiani invernali di lanci, (Bari), Lancio del disco - 55,41 m (promesse)[24]
- Argento ai Campionati italiani juniores e promesse, (Rieti), Getto del peso - 15,56 m[25]
- Oro ai Campionati italiani juniores e promesse, (Rieti), Lancio del disco - 57,20 m[26]
- 7º ai Campionati italiani assoluti, (Milano), Lancio del disco - 54,01 m[27]

2010
- 5º ai Campionati italiani invernali di lanci, (San Benedetto del Tronto), Lancio del disco - 54,82 m[28]
- 5º ai Campionati italiani assoluti, (Grosseto), Lancio del disco - 56,41 m[29]

2011
- Oro ai Campionati italiani invernali di lanci, (Viterbo), Lancio del disco - 57,16 m[30]
- 4º ai Campionati italiani assoluti, (Torino), Lancio del disco - 56,98 m[31]

2012
- 4º ai Campionati italiani invernali di lanci, (Lucca), Lancio del disco - 54,06 m[32]
- Oro ai Campionati nazionali universitari, (Messina), Getto del peso - 15,63 m[33]
- Oro ai Campionati nazionali universitari, (Messina), Lancio del disco - 55,76 m[34]
- 4º ai Campionati italiani assoluti, (Bressanone), Lancio del disco - 56,91 m[35]

2013
- Bronzo ai Campionati italiani invernali di lanci, (Lucca), Lancio del disco - 56,26 m[36]
- Oro ai Campionati nazionali universitari, (Cassino), Getto del peso - 15,32 m[37]
- Oro ai Campionati nazionali universitari, (Cassino), Lancio del disco - 58,60 m[38]
- 4º ai Campionati italiani assoluti, (Milano), Lancio del disco - 58,65 m[39]

2014
- Argento ai Campionati italiani invernali di lanci, (Lucca), Lancio del disco - 57,96 m[40]
- Bronzo ai Campionati italiani assoluti, (Rovereto), Lancio del disco - 57,74 m[41]

2015
- Oro ai Campionati italiani invernali di lanci, (Lucca), Lancio del disco - 59,93 m[42]
- Argento ai Campionati nazionali universitari, (Fidenza), Lancio del disco - 58,51 m[43]
- Bronzo ai Campionati italiani assoluti, (Torino), Lancio del disco - 58,77 m[44]

2016
- Argento ai Campionati italiani invernali di lanci, (Lucca), Lancio del disco - 59,27 m[45]

## Altre competizioni internazionali
2005
- 4º nell'Incontro internazionale juniores Francia-Spagna-Tunisia-Marocco-Italia, ( Marsiglia), Lancio del disco - 50,68 m[46]

2006
- 4º nell'Incontro internazionale di lanci lunghi, ( Tolosa), Lancio del disco - 50,98 m (juniores)[47]

2009
- Argento nell'Incontro internazionale di lanci promesse Francia-Germania-Italia-Spagna, ( Vénissieux), Lancio del disco - 54,34 m[48]

2013
- 17º nella Coppa Europa invernale di lanci, ( Castellón), Lancio del disco - 56,90 m[49]

2015
- 11º nella Coppa Europa invernale di lanci, ( Leiria), Lancio del disco - 60,04 m[50]

2016
- 8º nella Coppa Europa invernale di lanci, ( Arad), Lancio del disco - 58,28 m[51]